# Pădurea Snagov
Pădurea Snagov este o arie protejată de interes național ce corespunde categoriei a IV-a (rezervație naturală de tip geobotanic și forestier), situată în județul Ilfov, pe teritoriul administrativ al comunei Snagov.

## Localizare
Aria naturală se află în partea nord-vestică a județului Ilfov și cea sud-estică a satului Snagov, în apropierea drumului național (DN1) București - Ploiești, cu acces în rezervație din localitatea Ciolpani.

## Descriere
Rezervația naturală a fost declarată arie protejată prin Legea Nr. 5 din 6 martie 2000 publicată în Monitorul Oficial al României Nr. 152 din 12 aprilie 2000 (privind aprobarea Planului de amenajare a teritoriului național - Secțiunea a III-a - arii protejate) se întinde pe o suprafață de 1470 hectare.
Aria naturală reprezintă o zonă (împădurită) de câmpie  cu rol de protecție pentru mai multe specii arboricole, printre care se află și exemplare de fag (Fagus sylvatica), specii forestiere care vegetează frecvent în zonele deluroase.

## Floră

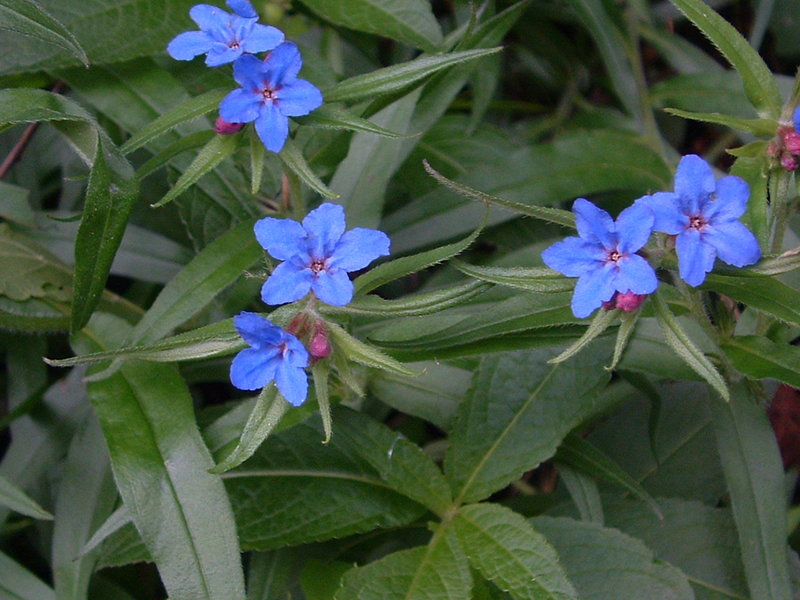
Mărgelușe (Lithospermum purpureocaeruleum)

Vegetația forestieră este constituită din arbori și arbusti cu specii de stejar (Quercus robur), tei pucios (Tilia cordata), cer (Quercus cerris), alun (Corylus avellana), lemn câinesc (Ligustrum vulgare), cătină albă (Hippophaë rhamnoides L) sau Soc  (Sambucus L.). 
La nivelul ierburilor sunt întâlnite mai multe specii floristice, printre care:  crin de pădure (Lilium martagon), drobiță (Genista tinctoria), brândușă de toamnă (Colchicum autumnale), lăcrămioară (Convallaria majalis),  ghiocel (Galanthus L.) fragi de pădure (Fragaria vesca), pojarniță (Hypericum perforatum), firuță (Poa pratensis), mărgelușe (Lithospermum purpurocaeruleum), brebenei (Corydalis pumila) sau păștiță (Anemone nemorosa).  

## Atracții turistice
În vecinătatea rezervației naturale se află mai multe obiective de interes turistic (lăcașuri de cult, monumente istorice, arii protejate, zone naturale), astfel:

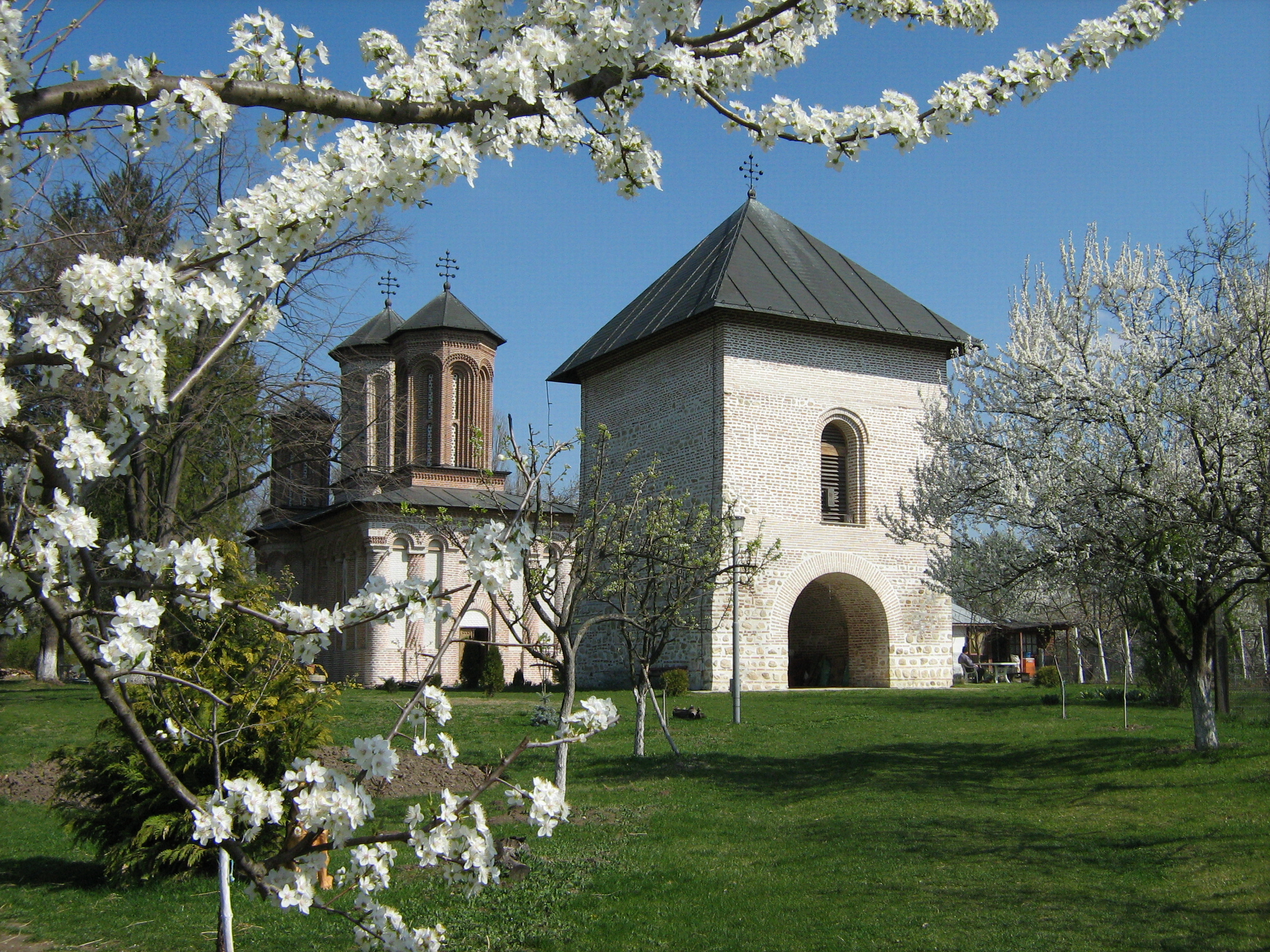
Mănăstirea Snagov

- Mănăstirea Snagov monument istoric și de artă feudală din Țara Românească, aflat în partea nordică a lacului Snagov
- Biserica „Intrarea Maicii Domnului în Biserică” a Mănăstirii Snagov, construcție 1717, monument istoric
- Biserica „Sf. Nicolae” din satul Ghermănești, construcție 1790, monument istoric
- Mănăstirea Carmelitană din Ciofliceni
- Biserica „Sfântul Nicolae“ din Tâmcănești, construcție secolul al XIX-lea, monument istoric
- Mănăstirea Țigănești din satul Ciolpani, construcție secolul al XVIII-lea, monument istoric
- Biserica "Adormirea Maicii Domnului" din Ciolpani, construcție 1812, monument istoric
- Biserica "Adormirea Precistei" din Ciolpani, construcție secolul al XIX-lea, monument istoric
- Rezervația naturală „Lacul Snagov”